# دیتون (آیداهو)
دیتون(به انگلیسی: Dayton) شهری در شهرستان فرانکلین ایالت آیداهو است که جمعیت آن در سرشماری سال ۲۰۱۰ میلادی ۴۶۳ نفر بوده است.